# Bessière
Bessière je priimek več oseb:
- Amiel-François Bessière, rimskokatoliški škof
- Jean Bessière, francoski primerjalni književnik
- Jean-Pierre-Hector-Marie Bessière, francoski general